# Rohatyn
Rohatyn (ukrajinsky Рогатин, rusky Рогатин – Rogatin) je město v Ivanofrankivské oblasti na Ukrajině. K roku 2011 v něm žilo přes osm tisíc obyvatel.

## Poloha
Rohatyn leží v severní části Ivanofrankivské oblasti na řece Hnyla Lypa, levém přítoku Dněstru. Od Ivano-Frankivsku, správního střediska oblasti, je vzdálen přibližně šedesát kilometrů severně, od Lvova přibližně sedmdesát jihovýchodně.

## Dějiny
První písemná zmínka je z roku 1184, kdy byl Rohatyn součástí Haličsko-volyňského knížectví.
Od roku 1340 patřil do Polského království, kde také získal v roce 1415 městská práva.
V roce 1772 připadl při prvním dělení Polska do Habsburské monarchie.
Po první světové válce byl Rohatyn krátce součástí Západoukrajinské lidové republiky, ale po polském vítězství v Polsko-ukrajinské válce se pro meziválečné období stal součástí druhé Polské republiky.
V roce 1939 obsadil oblast Sovětský svaz, kde Rohatyn připadl do Ukrajinské sovětské socialistické republiky. Po operaci Barbarossa v červnu 1941 jej obsadilo nacistické Německo, které zde 20. března 1942 vyvraždilo přibližně 2300 Židů. Po deportaci dalších 3500 Židů do vyhlazovacího tábora Belzec v červnu 1943 bylo zlikvidováno zdejší ghetto.
Rudá armáda dobyla město zpět 24. července 1944.

### Rodáci
- Roxelana / Hürrem Sultan (1505–1558), manželka osmanského sultána Sulejmana I.

## Kultura
V Rohatynu je dřevěný chrám svatého Ducha z patnáctého století, který je jedním šestnácti dřevěných chrámů na Ukrajině a v Polsku zařazených mezi památky UNESCO v rámci souboru Karpatské dřevěné chrámy v Polsku a na Ukrajině.